# Cal Carriletes (Cornudella de Montsant)
Cal Carriletes és una obra del municipi de Cornudella de Montsant (Priorat) inclosa en l'Inventari del Patrimoni Arquitectònic de Catalunya.

## Descripció
Edifici de planta baixa, pis i golfes, fet de paredat i cobert per teulada. A la façana s'hi obren els balcons del primer pis, sortits i amb un petit treball al de sota. Hi ha també un balcó petit al nivell d'entresòl. Balcons i porta principal tenen llindars de pedra. La porta presenta ornamentacions als angles i la data de 1789 a la clau. Les baranes són de ferro forjat i treballat. El balcó de l'entresòl presenta en la seva part superior una mena d'apuntament, a manera d'arc conopial.

## Història
Es tracta d'una casa remarcable, on cal destacar els emmarcaments de pedra i el balcó de l'entresòl, element que es troba en alguna altra casa de la població i que no és freqüent a la comarca. L'edifici manté una bona part de les característiques primitives, representatives d'una construcció important. Construïda cap a la fi del s. XVIII, Cal Vinyes és un bon representant d'un segle que es revela pròsper a la població.